# La Petite Rivière (rivière du Chêne)
Pour les articles homonymes, voir La Petite Rivière.
La Petite Rivière est un affluent de la rivière du Chêne, coulant sur la rive nord du fleuve Saint-Laurent, dans la  région administrative Les Laurentides, au sud-est du Québec, au Canada. La Petite Rivière traverse les municipalités régionales de comté de :
- MRC de Deux-Montagnes (municipalité régionale de comté) : Saint-Joseph-du-Lac, Oka ; puis de Saint-Eustache ;
- MRC de Mirabel (secteur Saint-Benoit).

La zone de la Petite Rivière est accessible du côté ouest par la Montée de la Côte-Rouge de la Oka ; du côté sud de la partie inférieure par le rang de La Fresnière de Mirabel et du côté nord, par le chemin du rang Saint-Étienne.

## Géographie
À partir des hauteurs de Saint-Joseph-du-Lac, la Petite Rivière forme un grand U ouvert vers l'est. Le cours de la rivière contourne une montagne par le côté ouest, jusqu'à la limite est de la Oka. Puis, elle bifurque vers l'est en entrant dans Mirabel et passe au sud-est du village de Saint-Benoit, drainant une zone agricole.
La Petite Rivière prend sa source au nord du parc national d'Oka et plus précisément du côté nord du parc pour maisons mobiles de Saint-Joseph-du-Lac. Cette source est située à :
- 2,0 km au nord du centre du village de Saint-Joseph-du-Lac ;
- 3,4 km au nord-ouest de l'autoroute 640 ;
- 5,5 km au nord-ouest du lac des Deux-Montagnes ;
- 3,0 km au nord-ouest de la confluence de la Petite Rivière, avec la rivière du Chêne.

### Parcours de la rivière
À partir sa source, la Petite Rivière coule sur 16,9 km, selon les segments suivants :
- 1,0 km vers l'ouest, jusqu'au pont routier ;
- 1,8 km vers l'ouest, jusqu'au pont routier ;
- 2,6 km vers l'ouest, jusqu'à la limite de la Oka ;
- 0,4 km vers l'ouest dans la Oka, jusqu'à la limite de Mirabel ;
- 1,3 km vers le nord-ouest dans Mirabel, jusqu'à la confluence du ruisseau Corbeil-Charbonneau (venant du sud-ouest) ;
- 1,5 km vers le nord, jusqu'au pont du rang de la Fresnière ;
- 1,0 km vers le nord-est jusqu'au pont de la rue Chenier qu'elle coupe à 1,2 km au sud-est du village de Saint-Benoit ;
- 3,6 km vers le nord-est, jusqu'au pont de la montée Rochon ;
- 3,7 km vers l'est, formant sur le dernier 1,1 km la limite entre Mirabel et Saint-Eustache, jusqu'à la confluence de la rivière[2].

La confluence de la Petite Rivière se déverse sur la rive sud de la rivière du Chêne laquelle coule vers l'est jusqu'à la rivière des Mille Îles dans Saint-Eustache.

## Toponymie
Le toponyme Petite Rivière a été officialisé le 5 décembre 1968 à la Banque des noms de lieux de la Commission de toponymie du Québec.